# Парламентарни избори у Аустрији 1990.
Парламентарни избори у Аустрији 1990. су одржани 7. октобра 1990. и били су 18. парламентарни избори у историји Аустрије. Најјача партија је остала  коју је предводио тадашњи канцелар Франц Враницки. Друга најјача странка, али и странка која је доживела највећи пораз на овим изборима је  чији је председник био Јозеф Рајглер, која је изгубила чак 17 мандата. С друге стрне, највећи победник избора је била  на челу са Јергом Хајдером која је освојила скоро дупло више мандата него на изборима 1986.. Четврта и последња странка која је имала довољно гласова да уђе у парламент Аустрије је била Зелена алтернатива (GRÜNE) на челу са председником Јоханесом Вогенхубером.

## Изборни резултати
Резултати парламентарних избора у Аустрији 1990.
| Политичка партија                                                       | гласова   | гласова  | %    | %    | број посланика | број посланика |
| Политичка партија                                                       | 1990      | ±        | 1990 | ±    | 1990           | ±              |
| ----------------------------------------------------------------------- | --------- | -------- | ---- | ---- | -------------- | -------------- |
| Социјалдемократска партија Аустрије ()                                  | 2.012.787 | -79.237  | 42,8 | -0,3 | 80             | 0              |
| Аустријска народна странка ()                                           | 1.508.600 | -495.063 | 32,1 | -9,2 | 60             | -17            |
| Слободарска партија Аустрије ()                                         | 782.648   | +310.443 | 16,6 | +6,9 | 33             | +15            |
| Зелени - Зелена алтернатива ()                                          | 225.084   | -8.944   | 4,8  | 0    | 10             | +2             |
| Остале партије                                                          | 175.775   | -        | 3,9  | -    | 0              | 0              |
| Укупно                                                                  | 4.704.894 |          | 100  |      | 183            |                |
| Извори: Резултати парламентарних избора у Аустрији 1945-2002, Аустрија, |           |          |      |      |                |                |

- Од 5.628.912 регистрованих гласача на изборе је изашло 86,14%

## Последице избора
После избора се наставила велика коалиција између SPÖ-а и ÖVP-а коај траје од 1986. године. Франц Враницки је остао савезни канцелар, док је Јозеф Рајглер остао на месту вицеканцелара до 1991, када га је наследио Ерхард Бусек.